# Victor Varconi

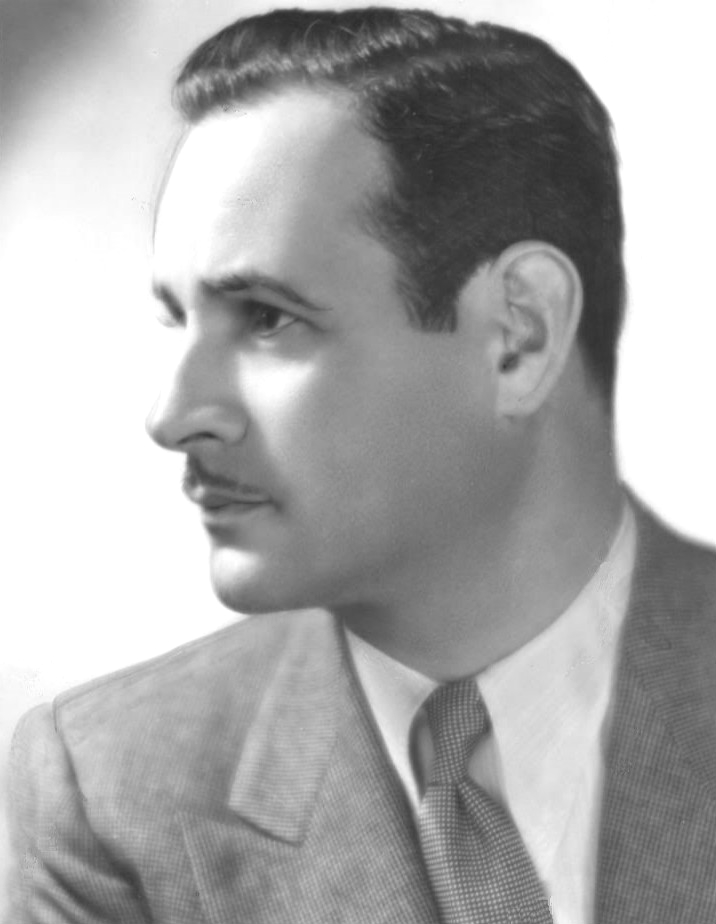
Victor Varconi en 1934

Victor Varconi (31 de marzo de 1891 – 6 de junio de 1976) fue un actor teatral y cinematográfico húngaro. 

## Biografía
Su verdadero nombre era Mihály Várkonyi, nació en Kisvárda, Hungría, en aquel momento parte del Imperio austrohúngaro. 
Debutó como actor teatral en Hungría en los años 1910, trabajando en obras representadas en Budapest. Su primera actuación en el cine llegó en 1913, dirigiendo una única película, húngara, en 1920. Al principio de esa década escogió el nombre de "Michael Varkonyi" con ocasión del rodaje de varias producciones austriacas dirigidas por Michael Kertész, el futuro Michael Curtiz. Su papel en Sodom und Gomorrha (1922), film dirigido por Curtiz, llamó la atención de Cecil B. DeMille que le propuso viajar a los Estados Unidos. Fue el primer actor húngaro en rodar un film en Estados Unidos, y su acento sonaba casi idéntico al de Bela Lugosi.
Rodó su primera cinta americana en 1924, Poisoned Paradise, actuando junto a Clara Bow, adoptando a partir de entonces el nombre de "Victor Varconi". Ese mismo año trabajó en Triumph y en Feet of Clay, ambas películas dirigidas por Cecil B. DeMille, con el cual repitió en varias producciones (al igual que con Frank Borzage a partir de 1931). Varconi decidió proseguir su carrera interpretativa en los Estados Unidos, decidiendo instalarse definitivamente en el país.
Además, entre 1925 y 1932 también participó en varias producciones europeas (italianas, alemanas...). Sin embargo, la fama de Varconi disminuyó con la llegada del cine sonoro, y a causa de su acento hubo de aceptar papeles de menor importancia, a menudo encarnando a personajes hispanos. Ya en los años 1950, hizo algunas actuaciones para la televisión y la radio.
En los Estados Unidos también trabajó en el teatro, participando en obras de William Shakespeare (Hamlet, Romeo y Julieta, Antonio y Cleopatra, Ricardo III) no representadas en el circuito de Broadway, actuando en el mismo una única vez, en 1942-1943 con The Russian People.
Victor Varconi falleció en 1976, a causa de un infarto agudo de miocardio, en Santa Bárbara, California. Tenía 85 años de edad. Fue enterrado en el Cementerio Calvary, en Los Ángeles.

## Teatro (selección)
- 1942-1943 : The Russian People, adaptación de Clifford Odets a partir de una novela de Konstantín Símonov, con Luther Adler, Leon Ames y Elisabeth Fraser

## Selección de su filmografía

### Cine
- 1913 : Sárga csikó, de Félix Vanyl
- 1914 : Bánk bán, de Michael Curtiz
- 1916 : Miska the Magnate, de Alexander Korda
- 1917 : Szent Péter esernyöje, de Alexander Korda
- 1919 : Fehér rózsa, de Alexander Korda
- 1920 : A Számüzött (director)
- 1920 : Arme Violetta, de Paul L. Stein
- 1922 : Sodom und Gomorrha, de Michael Curtiz
- 1922 : Herren der Meere, de Alexander Korda
- 1923 : Der Junge Medardus, de Michael Curtiz
- 1923 : Die Lawine, de Michael Curtiz
- 1923 : Namenlos, de Michael Curtiz
- 1924 : Poisoned Paradise, de Louis J. Gasnier
- 1924 : Triumph, de Cecil B. DeMille
- 1924 : Feet of Clay, de Cecil B. DeMille
- 1925 : L'uomo più allegro di Vienna, de Amleto Palermi
- 1925 : Der Tänzer meiner Frau, de Alexander Korda
- 1926 : Gli ultimi giorni di Pompei, de Carmine Gallone y Amleto Palermi
- 1926 : The Volga Boatman, de Cecil B. DeMille
- 1927 : El rey de reyes, de Cecil B. DeMille
- 1927 : Chicago, de Frank Urson
- 1929 : Trafalgar, de Frank Lloyd
- 1929 : Amor eterno, de Ernst Lubitsch
- 1930 : Mein Herz gehört Dir..., de Max Reichmann
- 1930 : Captain Thunder, de Alan Crosland
- 1931 : Esposas de médicos, de Frank Borzage
- 1931 : Safe in Hell, de William A. Wellman
- 1931 : The Black Camel, de Hamilton MacFadden
- 1932 : Der Rebell, de Curtis Bernhardt y Edwin H. Knopf
- 1934 : Menace, de Adrian Brunel (+ guion)
- 1935 : Roberta, de William A. Seiter
- 1936 : The Plainsman, de Cecil B. DeMille
- 1936 : Dancing Pirate, de Lloyd Corrigan
- 1937 : Men in Exile, de John Farrow
- 1937 : Trouble in Morocco, de Ernest B. Schoedsack
- 1937 : Big City, de Frank Borzage
- 1938 : Suez, de Allan Dwan
- 1938 : Submarine Patrol, de John Ford
- 1939 : The Story of Vernon and Irene Castle, de H.C. Potter
- 1939 : Disputed Passage, de Frank Borzage
- 1940 : Strange Cargo, de Frank Borzage
- 1940 : The Sea Hawk, de Michael Curtiz
- 1942 : Reap the Wild Wind, de Cecil B. DeMille
- 1943 : Por quién doblan las campanas, de Sam Wood
- 1945 : Dakota, de Joseph Kane
- 1947 : Los inconquistables, de Cecil B. DeMille
- 1949 : Sansón y Dalila, de Cecil B. DeMille
- 1957 : The Man who turned to Stone, de László Kardos
- 1959 : The Atomic Submarine, de Spencer Gordon Bennet

### Televisión
- 1958 : Alfred Hitchcock presenta, temporada 3, episodio 22 The Return of the Hero